# Andja
Koordinaten: 59° 27′ N, 26° 27′ O

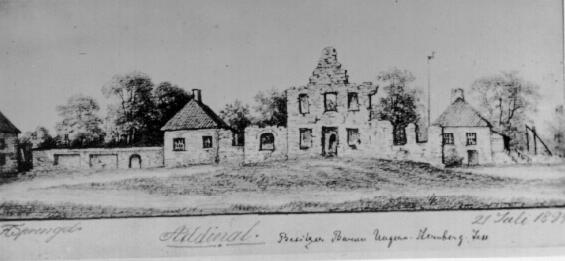
Gut von Andja. Zeichnung von F.A. Sprengler aus dem Jahr 1894. Die Gebäude sind bereits weitgehend Ruinen.

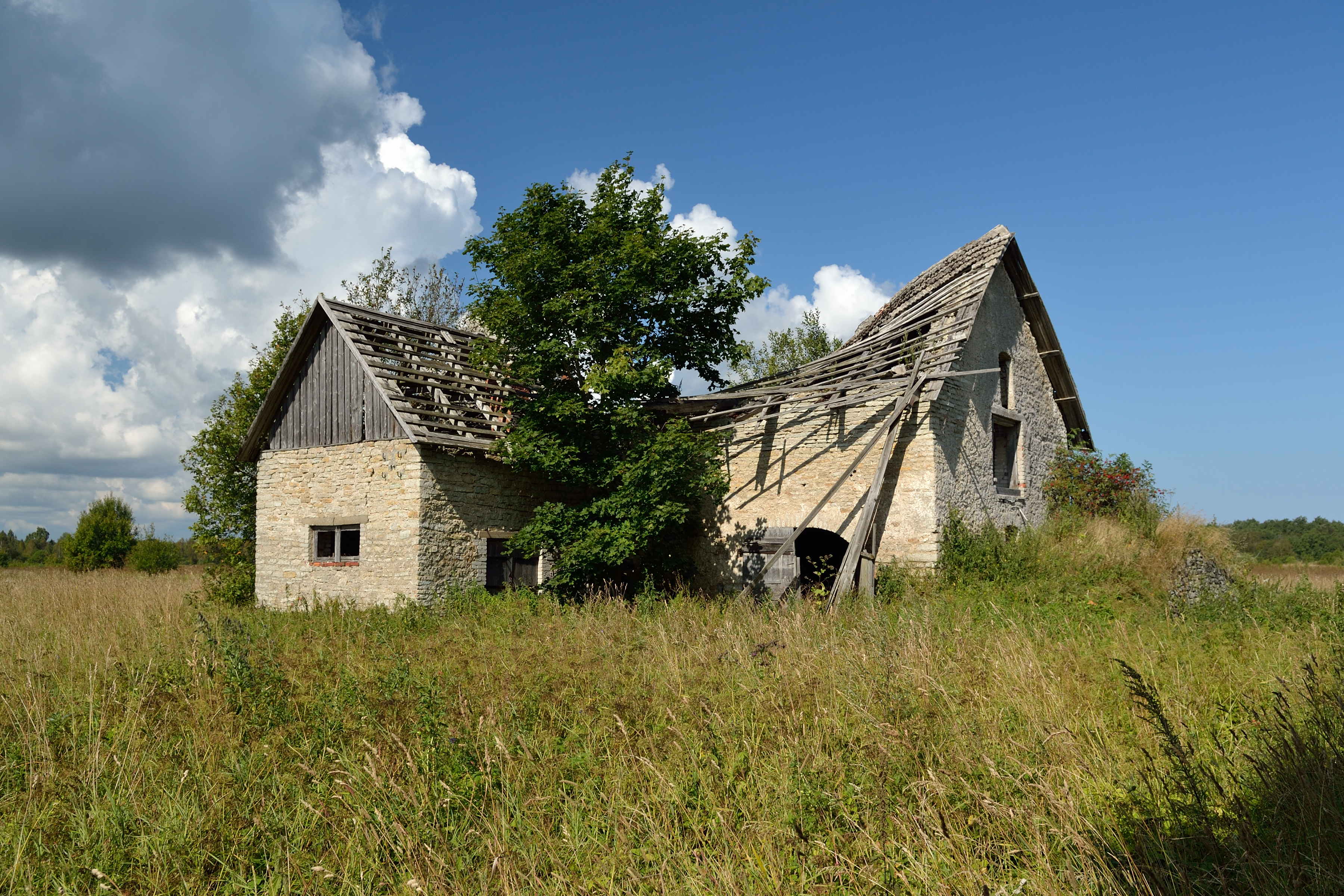

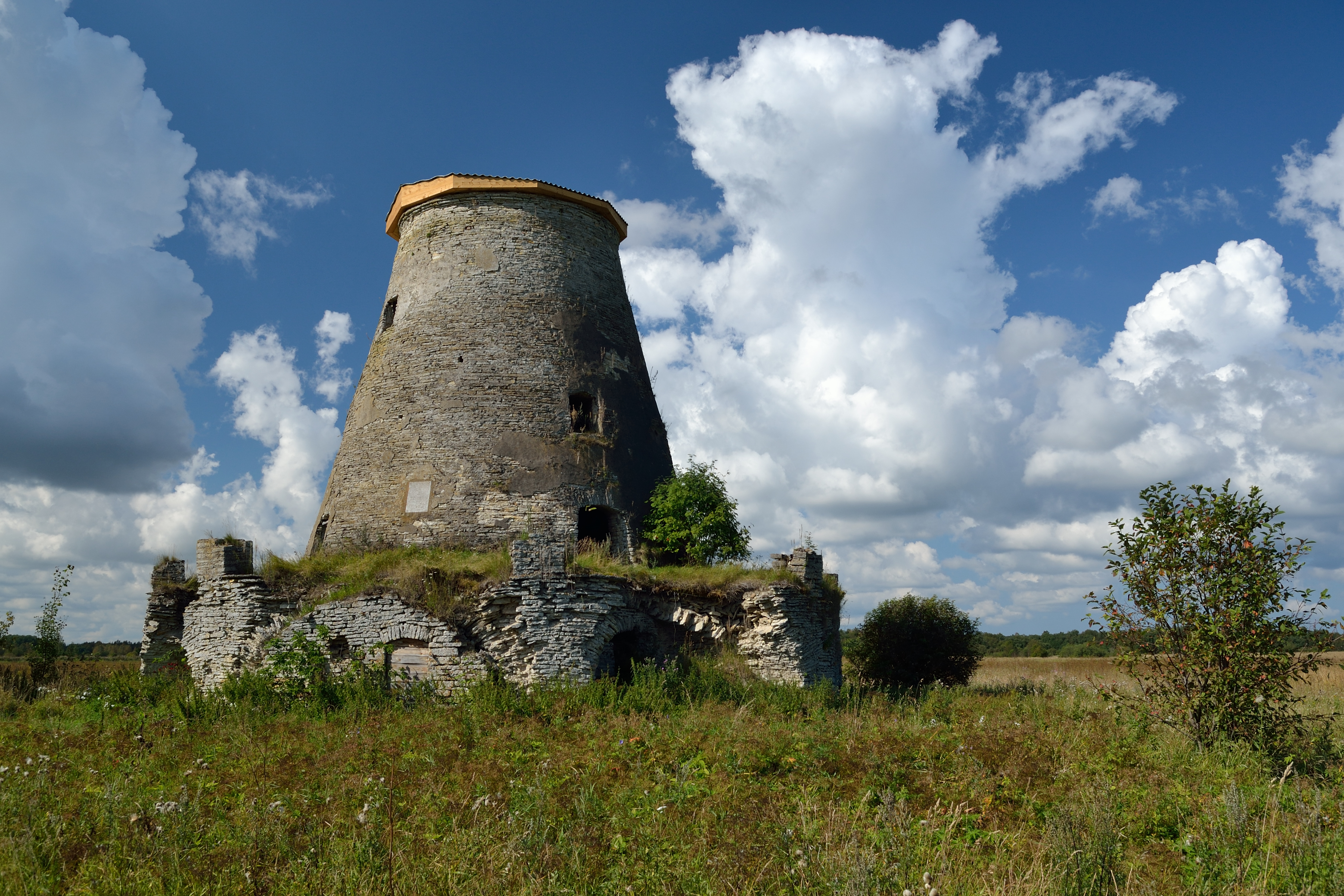

Andja (deutsch Addinal) ist ein Dorf (estnisch küla) in der Landgemeinde Sõmeru (Sõmeru vald) im  estnischen Landkreis Lääne-Virumaa.

## Lage und Beschreibung
Andja liegt zwölf Kilometer nordwestlich von Rakvere. Das Dorf hat 23 Einwohner (Stand 2005).
Die Siedlung wurde erstmals 1241 urkundlich unter dem Namen Adnæias erwähnt. Für 1406 sind der Hof und das Dorf Adnyel belegt. 1489 war das Dorf im Hofland aufgegangen. Im Mittelalter wurde der Hof im Stil einer Vasallenburg festungsartig ausgebaut und mit einer hohen Kalksteinmauer umgeben.

## Gut Andja
Von 1406 bis zum Ende des 17. Jahrhunderts stand das Rittergut im Eigentum der adligen deutschbaltischen Familie Wrangel (auch Wrangell). Letzte Eigentümerin vor der Enteignung im Zuge der estnischen Landreform von 1919 war Julie Baronin Ungern-Sternberg.
Das Gut entstand in seiner späteren Form hauptsächlich in den 1770er Jahren an der wichtigen Straße zwischen Rakvere und Kunda. Das barocke Haupthaus mit seinem Mantelschornstein brannte bereits 1780 ab und wurde nur teilweise wiederhergestellt. Die historischen Gebäude des Gutes sind heute größtenteils verfallen.

## Sehenswertes
Sehenswert ist die fünfzehn Meter lange Steinbrücke über den Fluss Toolse (Toolse jõgi), die um die Wende vom 18. zum 19. Jahrhundert erbaut wurde. 1804 entstand die Windmühle von Andja im holländischen Stil. Der obere Teil der Mühle ist nicht mehr erhalten.